# Franz Prokop

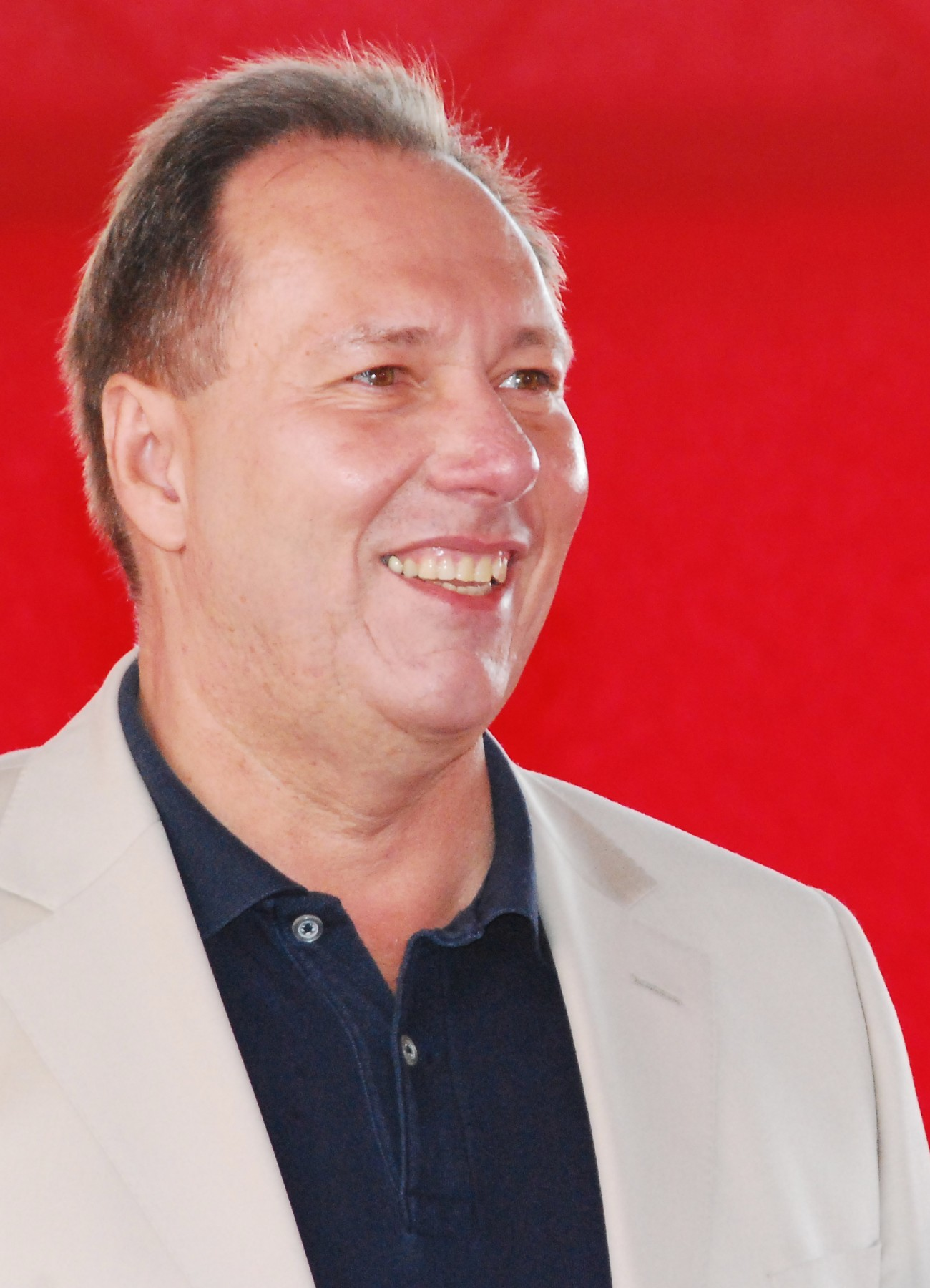
Franz Prokop (2012)

Franz Prokop (* 31. Mai 1958 in Wien) ist ein österreichischer Politiker (SPÖ). Von 2004 bis 2024 war er Bezirksvorsteher des 16. Wiener Gemeindebezirks Ottakring.

## Leben
Prokop ist seit 1979 für die Wiener Kinderfreunde tätig und wurde 1991 deren Geschäftsführer. 2009 wurde Prokop Vorstandsvorsitzender der Wiener Kinderfreunde. Im politischen Bereich ist Prokop seit 1994 in der Bezirksvertretung Ottakring aktiv. Er war Vorsitzender der Kulturkommission und unterstützte das Kunstprojekt „Soho in Ottakring“. Am 26. August 2004 übernahm Prokop das Amt des Bezirksvorstehers in Ottakring, das er bis 2024 ausübte. Am 31. Jänner 2024 wurde Stefanie Lamp einstimmig in der Sitzung der Bezirksvertretung zu seiner Nachfolgerin gewählt, nachdem Prokop bei der Wiener Gemeinderatswahl 2025 die SPÖ-Altersgrenze von 65 Jahren überschritten hätte.